# 嘉魚県
嘉魚県（かぎょ-けん）は中華人民共和国湖北省咸寧市に位置する県。

## 歴史
嘉魚県の古くは沙陽堡と称した。初めて県が設置されたのは晋代の280年（太康元年）に設置された沙陽県である。953年（保大11年）、南唐は『詩経・小雅』の「南有嘉魚、烝然罩罩。君子有酒、嘉賓式燕以楽」より嘉魚県と改称している。
中華人民共和国成立後は1949年に沔陽専区の所轄とされたが、1951年に大冶専区に、1952年に孝感専区、1959年には武漢市に編入された。1960年に一旦武昌県に統合されたが翌年再び。1961年には再び嘉魚県を設置、孝感専区の管轄とした。1965年以降は咸寧専区に、1998年に咸寧市に移管され現在に至る。

## 行政区画
- 鎮:陸渓鎮、高鉄嶺鎮、官橋鎮、魚岳鎮、新街鎮、渡普鎮、潘家湾鎮、牌洲湾鎮